# Taça D. Carlos I
A Taça D. Carlos I, também chamada Cup d'El-Rei, foi um torneio amigável realizado apenas uma vez entre o Foot-Ball Club do Porto, o então Futebol Clube do Porto, e o Club Lisbonense em 1894, tendo sido o primeiro encontro entre Lisboa e Porto. Porém, há fontes que dizem que o jogo foi realizado por uma equipa de Lisboa, formada por jogadores do Club Lisbonense, do Carcavelos Club e do Braço de Prata, e uma equipa do Porto formada por jogadores do Oporto Cricket Club.
A partida foi programada pelo então presidente do FC Porto, António Nicolau d'Almeida, e por Guilherme Pinto Basto, tendo este último conseguido a presença do Rei, e cuja intenção era que a partida fosse disputada em 2 de novembro de 1893. No entanto, o presidente da equipa adversária alegou pouco tempo hábil para uma adequada preparação, de modo que o confronto aconteceu quatro meses depois.
A prova, que revelou-se um evento muito especial na época devido à participação e patrocínio do rei D. Carlos I, foi realizada no dia 2 de março no Campo Alegre, no Porto, tendo o Club Lisbonense marcado o único golo da partida que lhe garantiu o troféu no seu palmarés. Para além do rei, a rainha e os príncipes também estiveram presentes. O jogo ganhou destaque fora de Portugal e até foi relatado na famosa revista inglesa Illustrated Sporting & Dramatic News.

## Convite

Fotografia do convite do FC Porto.

A 25 de outubro de 1893, António Nicolau d'Almeida, o então presidente do FC Porto, convida o Club Lisbonense para uma partida de futebol, prevista para o dia 2 de novembro do mesmo ano. É o Diário Ilustrado, um jornal lisboeta, quem noticia o convite, estampado na página 3 da edição de 29 de outubro de 1893, e até a resposta do presidente da equipa adversária, Guilherme Pinto Basto. O mesmo aceita entretanto o convite, mas não no dia previsto, pois segundo ele, não seria possível "reunir, escolher o grupo e dispor a partida em tão curto espaço de tempo". 2 de março de 1894 foi o dia escolhido.

## Pré-jogo
O presidente Pinto Basto consegue ainda convencer o rei D. Carlos I a patrocinar o jogo. A taça, oferecida pelo rei, de prata maciça executada pelo joalheiro da casa real, denominou-se "Taça D. Carlos I", ou ainda "Cup d'El-Rei", e tinha uma inscrição que dizia "Football Championship das Cidades de Portugal", assentada na ideia da competição ser realizada anualmente por equipas de todos os cantos do país. O envolvimento do rei provocou tal impacto que até foi relatada na famosa revista inglesa Illustrated Sporting & Dramatic News. O rei ainda exigiu que a partida fosse incluída no programa oficial das festas comemorativas do Centenário Henriquino, organizadas no Porto, à memória do Infante.
A equipa de Lisboa seguiu então para a cidade do norte de comboio, viagem essa que durou catorze horas.

## Partida
Três horas após o desembarque, em Campanhã, realizou-se o tal match, marcado para as três da tarde. Porém, a partida apenas começou um quarto de hora depois. D. Carlos, sua esposa, a rainha D. Amélia, e os príncipes só chegaram quase no fim da partida, o que levou a prolongar a partida por mais dez minutos, a pedido da rainha. A partida foi jogada na cidade do Porto, no Campo Alegre, também denominada por Campo dos Ingleses, propriedade do Oporto Cricket and Lawn-Tennis Club. O Club Lisbonense acabou o primeiro encontro entre Lisboa e Porto na frente, vencendo a equipa portuense por 1–0. Desconhece-se o marcador da partida. Segundo o Diário Ilustrado, os postes das balizas não se encontravam à distância legal um do outro e a trave não estava à devida altura.

### Detalhes
| 2 de março de 1894 | Club Lisbonense | 1–0           | FC Porto | Campo Alegre, Porto                          |
|                    |                 | Ficha do jogo |          | Árbitro: Eduardo Ferreira Pinto Basto Junior |

|   |                       |  |  |
|   |                       |  |  |
| G | Guilherme Pinto Basto |  |  |
| D | M. Keating            |  |  |
| D | R. Locke              |  |  |
| M | C.D. Rankin           |  |  |
| M | Clyde de Barley       |  |  |
| M | Arthur Paiva Raposo   |  |  |
| A | F. Palmers            |  |  |
| A | Carlos Villar         |  |  |
| A | J. Pittuck            |  |  |
| A | Affonso Villar        |  |  |
| A | J. Thompson           |  |  |

|   |                  |  |  |
|   |                  |  |  |
| G | MacGeock         |  |  |
| D | F. Guimarães     |  |  |
| D | A. Nugent        |  |  |
| M | A. Dagge         |  |  |
| M | MacMilan         |  |  |
| M | Albert Kendall   |  |  |
| A | F. Hugh Ponsonby |  |  |
| A | Adolfo Ramos     |  |  |
| A | MacKechnie       |  |  |
| A | R. Ray           |  |  |
| A | Alfred Kendall   |  |  |

| Presentes - D. Carlos I - D. Amélia - D. Luís Filipe - D. Manuel | Requisitos - Pelo menos seis jogadores de cada equipa tinham que ser portugueses. Os restantes cinco estrangeiros teriam de viver em Portugal há mais de três meses. |